# Li Tu
Li Tu (ur. 27 maja 1996 w Adelaide) – australijski tenisista.

## Kariera tenisowa
W karierze zwyciężył jednym singlowym turnieju cyklu ATP Challenger Tour. Ponadto wygrał siedem singlowych i cztery deblowe turnieje rangi ITF. 
W 2021 roku podczas Australian Open zadebiutował w turnieju głównym imprezy wielkoszlemowej. Startując z dziką kartą, odpadł w pierwszej rundzie z Feliciano Lópezem.
Najwyżej sklasyfikowany w rankingu gry pojedynczej był na 190. miejscu (17 października 2022), a w klasyfikacji gry podwójnej na 204. pozycji (1 sierpnia 2022).

### Zwycięstwa w turniejach ATP Challenger Tour

#### Gra pojedyncza
| Końcowy wynik | Nr | Data                 | Turniej | Nawierzchnia | Przeciwnik | Wynik finału |
| ------------- | -- | -------------------- | ------- | ------------ | ---------- | ------------ |
| Zwycięzca     | 1. | 16 października 2022 | Seul    | Twarda       | Wu Yibing  | 7:6(5), 6:4  |